# Штрелец, Фриц
Фриц Штре́лец (нем. Fritz Streletz; 28 сентября 1926, Гродзець, Опольское воеводство — 24 марта 2025, Ораниенбург, Бранденбург) — военный деятель ГДР, в 1979—1989 годах — начальник Главного штаба Национальной народной армии ГДР, генерал-полковник (1979).

## Биография
Был вторым внебрачным сыном в крестьянской семье в верхнесилезском Фридрихсгретце, севернее Оппельна. После того как мать Штрелеца вышла замуж, новая семья во главе с отчимом перебралась в Эшенроде, местечко в 35-ти километрах северо-западнее Магдебурга. В десятилетнем возрасте Штрелец стал членом «Юнгфолька», детского аналога «Гитлерюгенда».
После окончания восьми классов народной школы с апреля 1941 по октябрь 1943 года Штрелец проходит обучение в расположенной в нижнебаварском Деггендорфе на Дунае школе по подготовке унтер-офицерского состава вермахта. Такие школы были открыты весной 1940 года для юношей 14-17 лет, которых готовили для службы в действующей армии на фронте в качестве унтер-офицеров.
В 1944—1945 годах он служил унтер-офицером сначала в 551-й пехотной дивизии народного ополчения, а потом в 21-й пехотной дивизии. Воевал в Литве и Восточной Пруссии. В 1945—1948 годах находился в советском плену.
В 1948—1951 годах служил на офицерских должностях в восточногерманской народной полиции. Член СЕПГ с 1948 года. В 1951—1952 годах проходил обучение на учебных курсах для командиров полков в Советском Союзе. В 1952—1956 годах служил в Казарменной Народной полиции. С 1 марта 1956 года по 30 мая 1959 года полковник Штрелец занимал должность 1-го заместителя командующего 3-м Военным округом (Лейпциг). Одновременно с 1 сентября по 30 ноября 1957 года он исполнял обязанности командующего 3-м Военным округом. В 1959—1961 годах учился в Военной академии Генерального штаба Вооружённых сил СССР.
После возвращения в ГДР с 1 августа 1961 года по 31 июля 1964 года Штрелец служил начальником штаба и заместителем командующего в 3-м Военном округе. В 1964—1979 годах занимал должность начальника Оперативного управления Главного штаба ННА. Одновременно, с 1971 по 1979 год он являлся секретарём Национального совета обороны ГДР. 1 октября 1979 года ему было присвоено звание генерал-полковник.
С 10 января 1979 года по 31 декабря 1989 года Штрелец служил заместителем Министра Национальной обороны ГДР, начальником Главного штаба ННА и заместителем Главнокомандующего Объединёнными силами стран-участниц организации Варшавского договора. В 1981—1989 годах он одновременно член ЦК СЕПГ. 31 декабря 1989 года был уволен из рядов ННА.
После воссоединения Германии, земельный суд Берлина в феврале 1992 года признал его причастным к убийствам и попыткам убийств мирных людей, бежавших из ГДР в ФРГ через Берлинскую стену, и приговорил к пяти с половиной годам тюремного заключения. В октябре 1997 года был освобождён.
Скончался 24 марта 2025 года.

## Воинские звания
- Генерал-майор — 1 марта 1964 года;
- Генерал-лейтенант — 7 октября 1969 года;
- Генерал-полковник — 1 октября 1979 года

## Важнейшие награды
- Герой Труда ГДР
- Орден Карла Маркса
- Орден Заслуг перед Отечеством в бронзе, серебре и золоте
- Орден Шарнхорста (дважды)